# 플레벤 행진곡
《플레벤 행진곡》(튀르키예어: Plevne marşı) 또는 《오스만 장군 행진곡》(튀르키예어: Osman Paşa marşı)은 오스만 제국의 군가로서 기록에 따르면 작사는 미타트 에펜디가 하였고 아르메니아인 음악가 디트란 추하지안이 하였다고 한다. 1910년 하프즈 야샤르 베이(튀르키예어: Hafız yaşar Bey)와 그의 합창단이 이 곡을 처음 불렀다. 여기서 플레벤은 현재 불가리아의 영토이자 1877년 러시아-튀르크 전쟁 당시에 격전지였던 곳이며, 터키어로는 플레브네(Plevne)라고 부른다. 이 곡의 제목은 당시 플레벤 요새 함락전의 오스만 제국 측 지휘관이었던 오스만 누리 파샤의 이름에서 따 온 것이다. 그리고 3절은 본 음원에서 생략되여 있다.

## 가사

### 터키어 가사
| 오스만 터키어 | 터키어 로마자 |
| طونا نهرى اكمام دييور، اترافيمى ييكمام دييور، شانى بويوك وسمان پاشا، پلوندن چيكمام دييور. ضوشمان طونايى اتلادي، كاراكوللارى يوكلادي، وسمان پاشانين كولوندا، بش بين توپ بيردن پاتلادي… طونا نهرى اكار گيدر، اترافينى ييكار گيدر، شانى بويوك وسمان پاشا، ضوشمانلارى كيرار گيدر… كيليجيمى وردوم تاشا، طاش ياريلدى باشتان باشا، نامى بويوك وسمان پاشا، آسكرينله بينلر ياشا. | Tuna Nehri akmam diyor, Etrafımı yıkmam diyor, Şanı büyük Osman Paşa, Plevne'den çıkmam diyor. Düşman Tuna'yı atladı, Karakolları yokladı, Osman Paşa'nın kolunda, Beş bin top birden patladı. Tuna Nehri akar gider, Etrafını yıkar gider, Şanı büyük Osman Paşa, Düşmanları kırar gider. Kılıcımı vurdum taşa, Taş yarıldı baştan başa, Namı büyük Osman Paşa, Askerinle binler yaşa. |

### 영문 해석
1절
I shan’t flow, the Danube saith;
I shan’t its surroundings raze, it saith.
Osman Pasha, man of most glorious,
I shan’t ditch Plevna, he saith.
2절
The foe the Danube cross’d
And army frontiers pester’d.
By commands of Osman Pasha,
Five-thousand cannons roar’d.
3절
The Danube floweth,
’Round it washeth.
The great Osman Pasha
The enemies crusheth.
4절
My sword I hit,
The stone was split,
O Great Osman Pasha,
With Thy soldiers exult.

### 한국어 해석
1절
다뉴브강이 나는 흐르지 않겠다. 라 말하네
내 주변을 허물어뜨리지 않겠다 말하네
명성이 드높은 오스만 파샤가
플레브네에서 나는 나가지 않겠다.
2절
적군이 다뉴브를 넘어섰네
정찰병들이 수색했네
오스만 파샤의 손짓에
오천 대포가 일제히 불을 뿜었네
3절
내 칼로 바위를 쳤다네
바위가 완전히 반쪽이 났네
그대 병사들에게 천세 있으라
명성 드높은 오스만 파샤여.
4절